# Dušan Stuchlík
Dušan Stuchlík (* březen 1972 Brno) je český novinář, publicista a politický aktivista. Je také nejmladším držitelem osvědčení účastníka odboje a odporu proti komunismu podle zákona 262/2011 Sb. Dlouhodobě se věnuje bezpečnostní problematice a problematice ochrany přírody a zvířat.

## Život
Vyučil se chovatelem cizokrajných zvířat v Zoo Praha. Již během studií se politicky angažoval v občanských iniciativách, které měly za cíl odpor proti komunismu, a to zejména v Demokratické iniciativě (pozdější Československá demokratická iniciativa) a v Hnutí za občanskou svobodu, a byl spoluzakladatelem brněnského studentského sdružení Moravská mládež. V roce 1989 byl, coby nezletilý, souzen za distribuci petice Několik vět.
V médiích se začal angažovat v první polovině devadesátých let, kdy pracoval v obchodním oddělení týdeníku Respekt. Jako novinář začal spolupracovat s deníkem Český deník. Poté pracoval jako redaktor brněnské redakce Mladé fronty Dnes. Koncem devadesátých let pracoval jako redaktor a dramaturg publicisticky v pořadu Souvislosti v brněnském studiu České televize. Odtud odešel pro nesouhlas s praktikami vedení studia. Později v Praze s Českou televizí spolupracoval a to v publicistických pořadech Fakta, později Reportéři ČT a v pořadu Černé ovce. Na přelomu milénia pracoval pro Lidové noviny jako reportér pro jižní Moravu a zpravodaj z Ústavního soudu.
V roce 2008, v době ekonomické krize, která se negativně odrazila také recesí v české ekonomice i v médiích, založil v rámci Vydavatelství pro volný čas kynologický magazín Psí kusy (v roce 2021 zanikl).
Spolupracuje s neziskovou organizací ANIMAL EYE, jejímž účelem je důslednější prosazování práv a zájmů zvířat a která se aktuálně podílí na přípravě nové legislativy v oblasti zájmových chovů psů. Během své novinářské kariéry spolupracoval také například s magazíny Mladý svět, Nový prostor, konzervativním magazínem Konzervativní listy a v rámci zaměření na problematiku záchranářství s portálem Požáry.cz či oborově orientovaným Rescue report, kde se zaměřuje zejména na kynologické záchranářství a krizový management.
Kromě své orientace na média a na problematiku ochrany přírody a práv zvířat se od konce osmdesátých let minulého století zaobírá bezpečnostní problematikou, zejména praxí policie a zpravodajských služeb a také politickým radikalismem a extremismem. V roce 2007 (do roku 2012) stál jako zakládající šéfredaktor u vzniku nezávislého serveru o policejní práci Policista.cz, který se stal na dlouhé roky jedinou diskusní platformou pro pracovníky policie, který by byl nezávislý na Ministerstvu vnitra. V roce 2012 post šéfredaktora předal policistovi Lukáši Heinzovi. Je mimo jiné kritikem ideologického konceptu politické korektnosti a jeho reportáže a komentáře se střídavě stávají terčem kritiky jak ze strany extremistické levice (např. Antifa.cz), tak ze strany rasistických skupin (např. Johny Kentus Gang).

## Politický aktivismus
Za své politické aktivity byl dvakrát soudně stíhán. Poprvé byl (jako nezletilý) souzen v létě roku 1989, kdy se podílel na rozšiřování petice Několik vět. Při distribuci na Třebíčsku byl zatčen složkami SNB a stíhán pro trestný čin podněcování, později byla tato kvalifikace změněna na přečin proti veřejnému pořádku. Souzen byl u Městského soudu v Brně. Projednávání jeho trestní věci bylo několikrát odročeno a přerušeno až událostmi listopadu 1989. Věc byla skončena milostí prezidenta republiky z ledna 1990.
Podruhé byl souzen a pravomocně odsouzen v roce 2000, a to k 100 hodinám veřejně prospěšných prací za trestný čin poškozování cizí věci (§ 257 zákona č. 140/1961 Sb.). Předmětem odsouzení byly protesty proti násilí na civilistech páchaném ruskou armádou během Druhé čečenské války, které svolával a organizoval, a konkrétní trestný čin byl shledán v popsání zdi konzulátu protiválečnými nápisy a polití vstupních prostor rudou barvou. Odsouzen byl spolu s dalšími třemi protestujícími.
17. srpna 2015 obdržel za svoje politické aktivity před listopadem 1989 osvědčení účastníka odboje a odporu proti komunismu dle zákona 262/2011 Sb.